# Horațiu Feșnic

Horațiu Feșnic (2012)

Horațiu Mircea Feșnic (* 17. Oktober 1989 in Cluj-Napoca) ist ein rumänischer Fußballschiedsrichter.
Feșnic leitet seit der Saison 2011/12 Spiele in der rumänischen Liga 1.
Seit 2017 steht er auf der Liste der FIFA-Schiedsrichter und leitet internationale Fußballspiele.
In der Saison 2021/22 leitete Feșnic erstmals ein Spiel in der Europa Conference League. Zudem pfiff er bereits Partien in der Nations League, in der EM-Qualifikation für die Europameisterschaft 2021 sowie Freundschaftsspiele.
Am 22. Mai 2021 leitete Feșnic das Finale der Cupa României 2020/21 zwischen Astra Giurgiu und CS Universitatea Craiova (1:1, 2:3 n. V.).